# Jean Donneau de Visé
Jean Donneau de Visé (Parigi, 3 dicembre 1638 – Parigi, 8 luglio 1710) è stato un drammaturgo, giornalista e critico teatrale francese.

## Biografia
Donneau de Visé fu uno degli scrittori più prolifici del Seicento e le sue numerose e versatili opere, come le novelle, le commedie, i libelli, le memorie, ecc. si rivelarono utili fonti di notizie e di testimonianze.
Partecipò attivamente ad alcune polemiche e discussioni del suo tempo, tra le quali si ricordano la difesa di Pierre Corneille contro l'abbé d'Aubignac (Deffence de Sophonisbe e Deffence de Sertorius, 1663); inoltre disse la sua riguardo alla "querelle" su La scuola delle mogli di Molière, che attaccò nelle Nouvelles nouvelles (1663), ma poi si riappacificò con lui e lo difese in molte altre occasioni.
Per quanto riguarda la sua attività di drammaturgo si possono menzionare La mère coquette (1665), La veuve à la mode (1667) e, assieme a Thomas Corneille, La devineresse (1680) e Les dames vengées (1695), abilmente costruite ma affidate più che altro alla spettacolarità della messa in scena, amabili e facili testimonianze di costume.
Ci lasciò importanti informazioni sulla vita teatrale contemporanea, raccolte sulla rivista mensile Mercure Galant, da lui fondata e diretta fino alla morte; miscellanea di notizie sulla corte, sull'esercito, sulla attività letteraria e teatrale, con poesie, annunci, aneddoti e recensioni numerose, viavai e polemiche.
Tra le sue opere storiche si ricordano le Mémoires pour servir à l'histoire de Louis le Grand (10 volumi, 1697-1703).

## Opere
- Deffence de Sophonisbe e Deffence de Sertorius (1663);
- Nouvelles nouvelles (1663);
- Zélinde ou la véritable critique de l'École des femmes (1663);
- Réponse à l'impromptu de Versailles ou la vengeance des marquis (1664);
- La mère coquette (1665);
- La veuve à la mode (1667);
- La devineresse (1680);
- Les dames vengées (1695).